# Il problema della cella n. 13
Il problema della cella n. 13 (The Problem of Cell 13) è un racconto dello scrittore statunitense Jacques Futrelle con protagonista il Professor Augustus S. F. X. Van Dusen, soprannominato La macchina pensante, maestro di logica con la quale risolve gli enigmi più intricati.
Pubblicato per la prima volta a puntate sul Boston American nel 1905 rappresenta una delle opere più popolari del giallista americano prematuramente scomparso nell'affondamento del transatlantico Titanic nel 1912.
In Italia è stato pubblicato per la prima volta nel 1992 con il titolo La cella n. 13.

## Trama
Van Dusen accetta una sfida apparentemente impossibile propostagli da due suoi colleghi accademici: fuggire entro una settimana da una cella di massima sicurezza dalla prigione di Chisholm. Una sfida che Van Dusen accetta con la sicurezza al limite dell'arroganza che lo contraddistingue e che riuscirà a portare a termine con il solo utilizzo delle sue capacità logiche nonostante la strettissima sorveglianza, le continue perquisizioni e l'assenza di contatto con il mondo esterno.

## Edizioni
- Jacques Futrelle, Il problema della cella n. 13, traduzione di Giovanni Viganò, I bassotti, Polillo Editore, 2002,  p. 64, ISBN 88-8154-168-8.